# Arab Cola
Arab Cola is een colamerk dat wordt aangeboden als alternatief voor de bekende wereldmerken. Het noemt zichzelf de "cola van de Arabische wereld".
Arab Cola werd in 2002 op de markt gebracht door een klein bedrijf uit Nice (Frankrijk) en richt zich op Arabische consumenten uit Frankrijk en landen daarbuiten.
Andere producten van dit bedrijf, die ook allemaal nadrukkelijk worden gepresenteerd als Arabisch, zijn Arab Limouna (sinas), Arab Monada (lemon-lime) en Naanaa (ijsthee gemaakt van Marokkaanse muntthee).